# Taj Mahal Travellers
Taj Mahal Travelers (también conocido como Taj Mahal Travelers, Taj-Mahal Travelers, etc.) fue un ensamble japonés de música experimental fundado en 1969 por Takehisa Kosugi, antiguo líder de Group Ongaku y miembro de Fluxus. Los restantes miembros del grupo, varios años más jóvenes que Kosugi, estaban todos inspirados por el espíritu de la época. Escogieron interpretar su música principalmente en lugares abiertos, a menudo playas y colinas, creando espontáneamente drones improvisados (comparar con la dronología), utilizando con frecuencia instrumentos comunes de maneras no convencionales (por ejemplo, un contrabajo con arco acostado en el suelo sobre su parte trasera). El sonido del grupo dependía fuertemente del procesamiento electrónico y de los efectos de delay en particular.

## Miembros
- Takehisa Kosugi: violín eléctrico, armónica, voz, etc.
- Ryo Koike: contrabajo eléctrico, santur, voz, etc.
- Yukio Tsuchiya: tuba, percusión, etc.
- Seiji Nagai: trompeta, sintetizador Mini-Korg, timbal, etc.
- Michihiro Kimura: voz, percusión, mandolina, etc.
- Tokio Hasegawa: voz, percusión, etc.
- Kinji Hayashi: electrónica.

## Discografía
- En directo Estocolmo, julio de 1971
  - Primera edición (no autorizado): CD doble, Drone Syndicate DS-01/02, 2001
  - Segunda edición (autorizada): CD doble, Super Fuji Discs FJSP-51/52, 2008
- July 15, 1972
  - álbum, CBS Japón SOCM-95, 1972
  - Reedición: CD, Showboat SWAX-501, 2002
- Oz Days Live, la compilación también incluya a Les Rallizes Denudes y a Acid Seven Group (Taj Mahal Travelers tiene solo una pista)
  - LP doble, con Les Rallizes Dénudés, 1973
- Agosto 1974
  - LP doble, CBS Japón OP-7147-8-N, 1975
  - Reedición: CD Doble, P-Vine PCD-1463/4, 1998